# Anne-Lise Bailly
Anne-Lise Bailly (ur. 3 maja 1983) – francuska biathlonistka, brązowa medalistka mistrzostw świata juniorów w 2004 oraz złota i brązowa medalistka mistrzostw Europy juniorów w 2001.

## Osiągnięcia

### Mistrzostwa świata juniorów
| Rok  | Miejsce         | IN | SP | PU | MS | RL |
| 2000 | Hochfilzen      |    | 22 | 25 |    | 6  |
| 2001 | Chanty-Mansyjsk |    | 28 | 37 |    |    |
| 2002 | Ridnaun         |    | 6  | 8  |    | 8  |
| 2003 | Zakopane        | 19 | 19 | 12 |    | 4  |
| 2004 | Haute-Maurienne | 12 | 7  | 9  |    | 3  |

### Mistrzostwa Europy juniorów
| Rok  | Miejsce         | IN | SP | PU | MS | RL |
| 2001 | Haute-Maurienne | 1  | 18 | 13 |    | 3  |
| 2003 | Forni Avoltri   | 6  | 8  | 6  |    | 6  |

IN – bieg indywidualny, SP – sprint, PU – bieg pościgowy, MS – bieg ze startu wspólnego, RL – sztafeta